# 賴謝茨格拉本河
49°11′20″N 10°52′42″E / 49.18889°N 10.87836°E
賴謝茨格拉本河（德語：Reichertsgraben），是德國的河流，位於該國東南部，由巴伐利亞負責管轄，屬於埃爾巴赫河的左支流，河道全長1.5公里，流域面積4平方公里，發源自阿布斯貝格附近。